# Sapintus timidus
Sapintus timidus är en skalbaggsart som beskrevs av Thomas Casey 1895. Sapintus timidus ingår i släktet Sapintus och familjen kvickbaggar. Inga underarter finns listade i Catalogue of Life.